# Ambloplites cavifrons
Ambloplites cavifrons е вид лъчеперка от семейство Centrarchidae. Видът е незастрашен от изчезване.

## Разпространение
Разпространен е в САЩ.

## Описание
На дължина достигат до 36 cm, а теглото им е около 620 g.
Популацията им е стабилна.